# Lis Kläpp
Lis Kläpp,  född 22 juni 1953 i Malmö, är en svensk målare och grafiker som är verksam i Malmö.
Lis Kläpp är utbildad på Östra Grevie folkhögskola och Konstskolan Forum i Malmö; hon har därtill studerat konstvetenskap vid Lunds universitet.
Lis Kläpp är bland annat representerad vid Malmö konstmuseum, Kalmar läns museum, Kalmar konstmuseum, Vetlanda konstmuseum, Ystads konstmuseum, Göteborgs konstnämnd, Statens konstråd samt i ett flertal kommuner och landsting. Kläpp har bland annat fått Aase och Richard Björklunds stipendium och Malmö stads kulturstipendium.